# Phare de Point Lookout
Le phare de Point Lookout (en anglais : Point Lookout Light), est un phare côtier situé à l'entrée de la rivière Potomac à l'extrémité sud de la côte ouest de la baie de Chesapeake dans le comté de Saint Mary (Maryland). Désactivé en 1965 il a été remplacé par une balise moderne offshore.

## Historique
Le 3 mai 1825, le gouvernement fédéral décida qu'un phare était nécessaire à Point Lookout, au sud de la ville de Scotland, Maryland (en)  pour avertir les navires des hauts-fonds et marquer l'entrée de la rivière Potomac. La construction par John Donahoo (en) a commencé avant l'obtention de l'acte foncier et a propriétaire du terrain s'est disputée avec le gouvernement jusqu'à ce que l'affaire soit résolue environ 2 ans après la mise en service du phare. Le phare a été mis en service le 20 septembre 1830 par le gardien James Davis. Davis mourut quelques mois après avoir prêté serment et sa fille, Ann Davis, garda la lumière jusqu'en 1847.
En 1854, la lumière a été améliorée avec une lentille de Fresnel de quatrième ordre. La guerre de Sécession a complètement transformé la. Tout d'abord, l'hôpital général Hammond a été construit en 1862 pour soigner les blessés de l'Union. En 1863, des prisonniers confédérés ont commencé à être détenus à l'hôpital. Bientôt le Camp Hoffman, un vaste camp de prisonniers, a été construit, pouvant contenir 20.000 prisonniers, dont plus de 3.000 sont morts en raison des conditions difficiles, des rations alimentaires limitées et du manque de protection contre les éléments.
Un bâtiment à cloche de brouillard a été ajouté en 1873. En 1883, le phare a été transformé en deux étages avec une cuisine d'été et une chambre supplémentaire ajoutée au coin sud-ouest. Également en 1883, un dépôt de réparation des bouées fut construit sur le côté sud du feu. En 1884, un hangar à charbon a été construit au sud du dépôt de réparation de bouées. Les nouvelles structures ont masqué la cloche de brouillard, qui a ensuite été remplacée par une nouvelle cloche de brouillard à l'extrémité est du hangar de stockage de charbon. En 1927, le phare a été converti en duplex, ce qui a plus que doublé la taille du bâtiment. Le duplex permettait aux gardiens et aux assistants de vivre sur place tout en préservant l'intimité.
Le phare était servi par des gardes civils et des gardes-côtes. En 1939, la garde côtière américaine prend le contrôle de tous les phares américains. Les gardiens subissent des pressions, sans toutefois y être obligées, pour rejoindre la garde côtière. Le 11 janvier 1966, la lumière a été désactivée et les structures ont été confiées à l'United States Navy. Les civils ont continué d'habiter dans la maison jusqu'en 1981, lorsqu'un conflit au sujet d'un puits en mauvais état a entraîné la révocation d'un bail de 99 ans entre l'État et la marine.
Le clocher à brouillard a été transféré au Chesapeake Bay Maritime Museum en 1968. Au cours des années 1960, l'État du Maryland a acheté un terrain au nord du phare et a créé le Point Lookout State Park (en). En 2006, la maison-phare a été transférée au Maryland dans le cadre d'un accord d'échange de terres. Également en 2006, la Point Lookout Lighthouse Preservation Society (PLLPS) a été créée pour restaurer le complexe de phare de 1927. Le phare appartient au Maryland et est accessible un jour par mois d’avril à novembre par les bénévoles de la Société pour la préservation du phare de Point Lookout.
Identifiant : ARLHS : USA-628 ;

## Description
Le phare actuel est un tourelle métallique à claire-voie, avec une balise de 12 m de haut, montée sur une plateforme. Il émet, à une hauteur focale de 12 m, deux éclats blancs  toutes les 5 secondes. Sa portée n'est pas connue.
Identifiant : ARLHS : USA-1409 ; USCG : 2-7525 ; Admiralty : J1800.

### Lien connexe
- Liste des phares du Maryland